# 倉石源造
倉石 源造（くらいし げんぞう、1856年4月6日〈安政3年3月2日〉 - 1921年〈大正10年〉5月13日）は、日本の政治家。新潟県高田市長。

## 経歴
越後国頸城郡高田城下中小町に生まれる。漢学を修め、柏崎県立学校に入学したが、父の死により退学した。のち神奈川県の小学校の教員となったが、短期間で辞め、逓信属となった。その後、帰郷し洋品店を開き、1895年に家督を相続、同年行われた高田町会議員選挙に立候補して当選する。翌1896年に高田町長に就任、1908年まで務めた。この間、高田町外七ヶ村組合立高等小学校組合長、高田町尚武会長、高田町外四ヶ村組合立高田高等小学校組合長を歴任し、師範学校（高田師範学校）の設置、第十三師団に誘致に尽力した。
1911年9月、高田市が発足。12月に行われた高田市会議員選挙に当選。翌年1月、市会による市長選挙で当選、初代高田市長に就任した。以来、改選ごとに市長の座にあった。市長在任中は、高田開府三百年祭が開かれ、新市庁舎の建設、高田商工学校（現・新潟県立高田商業高等学校）の開校、幼稚園やガス事業の市営移管などを行った。
就任から10年後の1921年、病気を推して大分市で開かれた全国市長会議に出席、病状は悪化し、帰途石川県の和倉温泉で療養したが、5月13日在職中のまま死去した。